# Scheerschuim

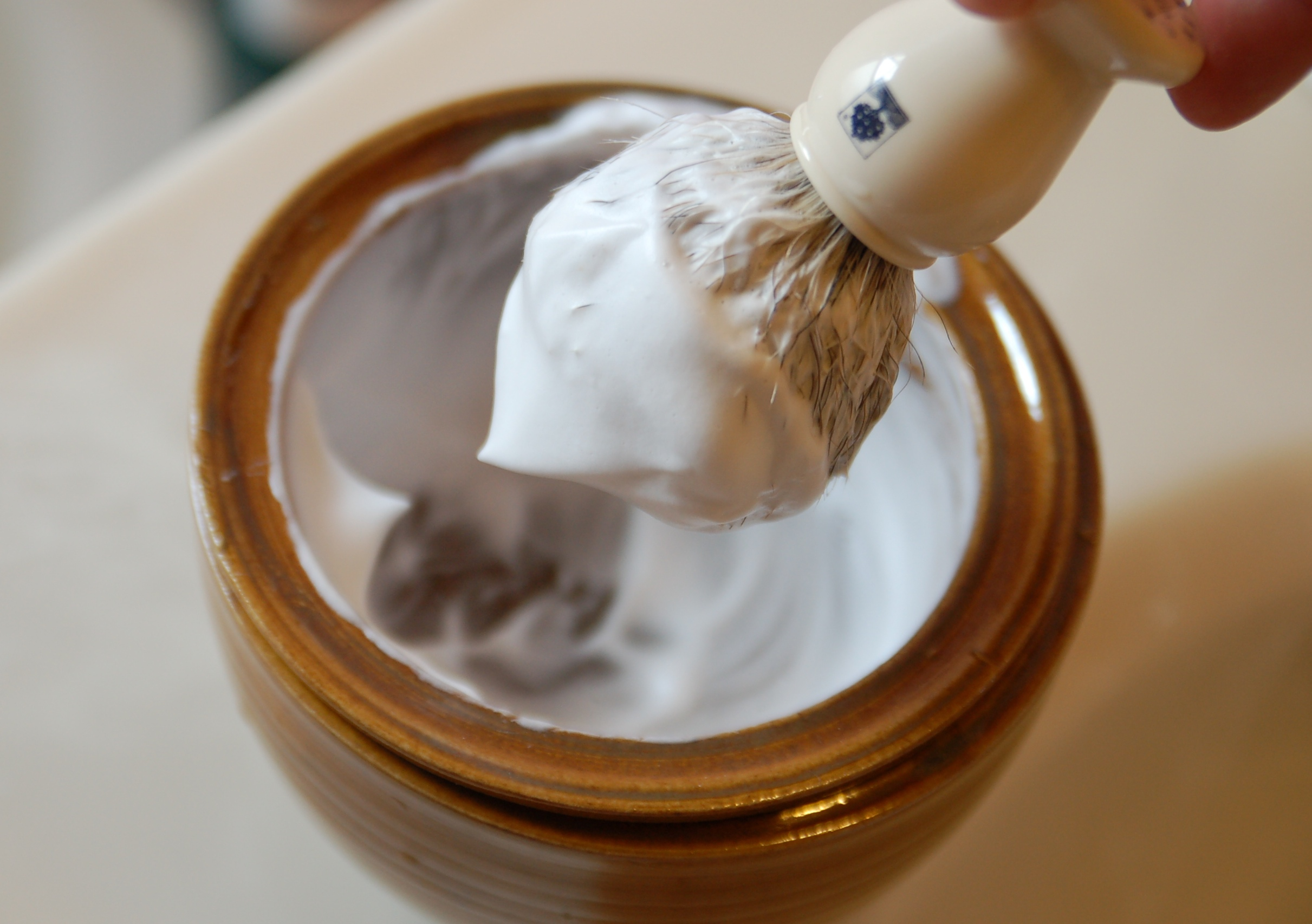
Kwast met scheerschuim

Scheerschuim is een cosmetisch product dat wordt gebruikt om tijdens het scheren de haren (baard, snor, benen of ander lichaamshaar) zachter en soepeler te maken, zodat het scheren een gladder resultaat geeft.
Tot de ontwikkeling van de spuitbus (rond de jaren 1960) (maar later ook nog) werd meestal gebruikgemaakt van scheerzeep die met een kwast schuimend werd gemaakt, waarna het met de kwast op het gezicht werd aangebracht. Er waren ook varianten zeep die rechtstreeks op de huid konden worden aangebracht.
Scheerschuim wordt dus niet gebruikt voor reiniging van de huid.